# Schloss Stockau (Reichertshofen)

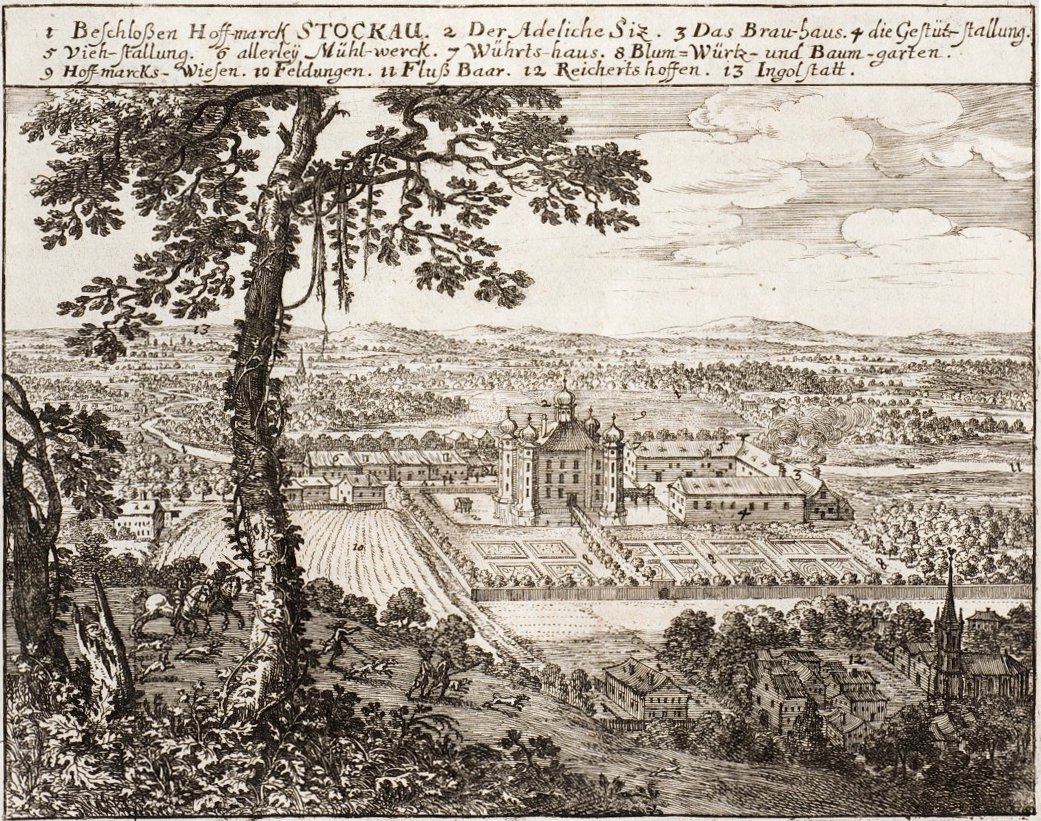
Schloss Stockau an der Paar mit Ökonomiegebäuden auf einem Stich von Joachim von Sandrart. Im Hintergrund Ingolstadt, rechts vorne Reichertshofen

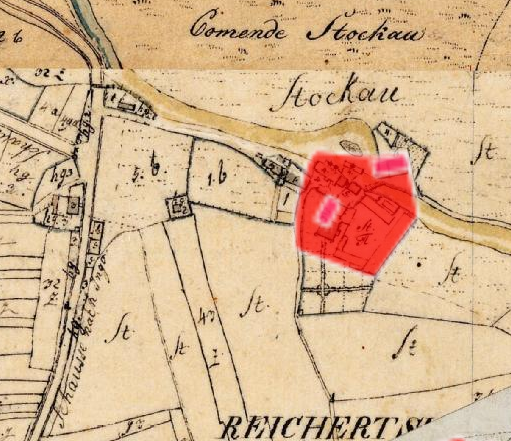
Lageplan von Schloss Stockau (Reichertshofen) auf dem Urkataster von Bayern

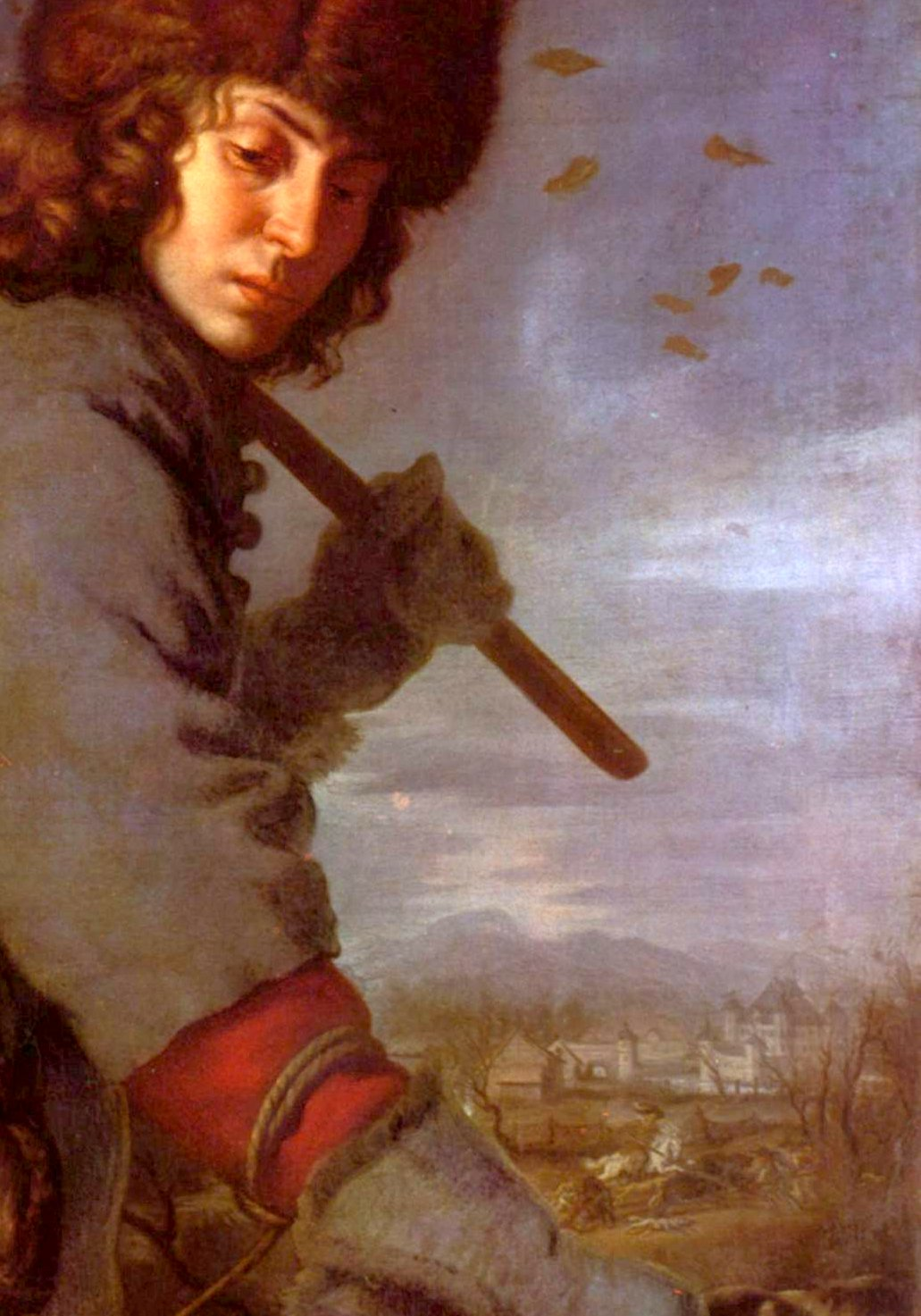
Ausschnitt aus Sandrarts Gemälde „Der Monat November“ aus dem Jahr 1643. Im Hintergrund ist Schloss Stockau, damals noch im Besitz von Sandrarts Schwiegervater Phillipp de Milkau, zu sehen.

Das Schloss Stockau war ein Renaissance-Schloss im ehemaligen Fürstentum Pfalz-Neuburg in Deutschland. Es lag in dem Markt Reichertshofen im Landkreis Pfaffenhofen an der Ilm von Bayern. Es befand sich Mitte des 17. Jahrhunderts im Besitz des bekannten Kunsthistorikers und Malers Joachim von Sandrart und beherbergte später eine der wertvollsten privaten Kunstsammlungen. Die Anlage wird als Bodendenkmal unter der Aktennummer D-1-7334-0178 im Bayernatlas als „mittelalterliche und frühneuzeitliche Befunde im Bereich der Stockmühle und des ehem. Hofmarkschlosses in Stockau bei Reichertshofen“ geführt. 

## Lage und Umgebung
Es stand am Südufer der Paar in dem heutigen Ortsteil von Reichertshofen im Landkreis Pfaffenhofen an der Ilm in Bayern, der nördlich vom Ortszentrum an der Bahnstrecke München–Treuchtlingen liegt und heute noch „die Stockau“ heißt. Zur Hofmark Stockau gehörten landwirtschaftliche Flächen, Ställe, Mühlen, eine Brauerei und zeitweilig eine Münzprägeanstalt.

## Geschichte
Der herzogliche Landschaftskommissär Kaspar Griebel (1520–1606) baute das Schloss 1572 „bei der Stockmühle“ und erhielt die Hofmarksgerechtigkeit. Nach Griebels Tod erbte sein Sohn Xophorus die Hofmark mitsamt dem Schloss. Dieser verkaufte sie an den pfalz-neuburgischen Herzog Wolfgang Wilhelm, da seine beiden Söhne bereits vor ihm gestorben waren.
In der Kipper- und Wipperzeit richtete der Herzog in Stockau eine Münzprägeanstalt ein. Ebenso wie für die drei weiteren im Herzogtum neu eingerichteten Prägeanstalten hatte zunächst Abraham von Goldkronach das Münzrecht, für das er einen wöchentlichen Schlagsatz von 1.600 Gulden abführen musste. Am 22. Januar 1622 wurde Johann Rentzsch, der im Fürstentum Bayreuth zunächst Münzwardein gewesen war und sich dann als Unternehmer an Prägeanstalten in Erlangen, Kulmbach, Amberg in der Oberpfalz und Neustadt an der Aisch versucht hatte, zum Münzmeister von Stockau bestellt. Wegen seiner Schulden verbrachte Rentzsch rund ein Jahr im Neuburger Gefängnis in Kettenhaft und erscheint erst im September 1623 wieder als Münzmeister von Stockau.
1636 erwarb der calvinistische Kaufmann und Bankier Phillipp de Milkau, der aus religiösen Gründen aus Südholland emigriert war, Schloss und Hofmark vom streng katholischen Herzog. Nach Milkaus Tod ging Stockau 1644 an seine einzige Tochter Johanna und deren Ehemann, den Kunsthistoriker, Maler und Kupferstecher Joachim von Sandrart, über.

### Stockau und Joachim von Sandrart
Noch während des Dreißigjährigen Krieges investierte Sandrart große Summen in die Renovierung und Modernisierung des heruntergekommenen Anwesens. Dafür verkaufte er Zeichnungen, Stiche und Gemälde für insgesamt 22.621 Gulden. Er erhielt den Titel eines pfalz-neuburgischen Rates und ein Jahr später die Hofmarksgerechtigkeit. Auf halbem Weg zwischen den Reichsstädten Augsburg und Regensburg und zwischen der Reichsstadt Nürnberg und der Residenzstadt München gelegen, wurde es in dieser Zeit häufig von Adeligen und Patriziern besucht, die Sandrarts Gemälde, Zeichnungen und Stiche besichtigten und sich nicht selten von ihm porträtieren ließen. Der prominenteste Besucher war der Bruder des Kaisers, Erzherzog Leopold Wilhelm, der Stockau im Jahr 1646 einen Besuch abstattete, nachdem er am Hof des bayerischen Kurfürsten Maximilian I. die Bilder gesehen hatte, die Sandrart Anfang der 1640er-Jahre für diesen gemalt hatte. Ein Jahr vor Kriegsende wurde Stockau 1647 durch marodierende französische Truppen verwüstet, woraufhin Sandrart es erneut aufbaute, nachdem der Herzog auf sein Rückkaufsrecht verzichtet und Stockau in ein Allodialgut umgewandelt hatte.
Weil er keine Nachfahren hatte, verkaufte Sandrart am 9. Mai 1670 das Gut an den befreundeten geheimen Rat Franz von Mayer († 1699), der als bayerischer Gesandter beim Regensburger Reichstag ein einflussreicher Politiker des Münchner Hofes war.

### Kunstsammlung Franz von Mayers
Unter dem passionierten Kunstsammler Mayer beherbergte Schloss Stockau eine der damals wertvollsten privaten Gemäldesammlungen mit Werken von Lodovico und Annibale Carracci, Poussin, Lorrain, Elsheimer, Bocksberger, Sandrart selbst, Romano, Tintoretto, Veronese und anderen. Den großen Saal des Schlosses ließ Mayer vom Maler Johann Spillenberger mit Fresken ausmalen, die mythische, „ovidische“ Szenen zeigten.

### Stockau unter den Jesuiten und Maltesern
Anfang der 1680er-Jahre verkaufte Mayer das Schloss mit einem Teil der Gemäldesammlung an den Bischof von Freising und Regensburg Albrecht Sigismund von Bayern. Nach dessen Tod 1685 kam es in den Besitz des Jesuitenordens, dem es der Bischof testamentarisch vermacht hatte. Als dieser 1773 aufgehoben wurde, fiel Stockau zunächst an das Fürstentum Pfalz-Neuburg und wurde 1783 eine Kommende der Großballei Neuburg des Malteserordens. Dessen bayerische Zunge hatte Herzog Karl Theodor, der nach seinem Aufstieg zum Bayerischen Kurfürsten in Personalunion weiterhin auch Pfalz-Neuburg regierte, 1780 zur Versorgung seines unehelichen Sohns Karl August Graf zu Bretzenheim gegründet.

### Niederlegung
Nach der Säkularisation des Malteserordens 1808 wurde die Stockau verkauft und erlangte im 19. Jahrhundert zunehmend Bedeutung als Industriestandort. Das Schloss wurde um 1849 abgerissen, die Papiermühle machte 1864 einer Kunstmahlmühle der Firma Koch & Foerster, den späteren Actienmühlenwerken Stockau-Reichertshofen-Manching, Platz.

## Darstellungen
Sandrart hat Schloss Stockau in mehreren Stichen abgebildet. Auf seinem Gemälde „Der Monat November“ ist es im Hintergrund zu sehen, „und darneben eine Schweinjagd“.